# Tomboy (película de 2011)
Tomboy es una película dramática francesa de 2011 escrita y dirigida por Céline Sciamma. La historia sigue a una niña de 10 años que no se ajusta al género, Laure, que se muda a un nuevo vecindario durante las vacaciones de verano y experimenta con su presentación de género, adoptando el nombre de Mickaël.
En España fue estrenada en los cines el 18 de abril de 2013.

## Trama
Laure es una niña de 10 años cuya familia se muda a un nuevo vecindario en París. Laure ve a un grupo de niños jugando fuera de la ventana y va a jugar con ellos, pero desaparecen rápidamente. En cambio, Laure conoce a Lisa, una chica de barrio. Lisa asume que Laure es un niño y pregunta por el nombre de Laure. Después de pensar un momento, a Laure se le ocurre el nombre masculino "Mickaël". Luego, Lisa presenta a Mickaël/Laure al resto de los niños del vecindario, afirmando que Mickaël es el chico nuevo en el complejo de apartamentos. Mickaël se hace amigo de Lisa y los niños y juega al fútbol con ellos. Cuando lo invitan a ir a nadar, Mickaël corta un traje de baño de una pieza en calzoncillos de baño masculinos y hace un pene de arcilla para ponerlo dentro.
Con el tiempo, Lisa y Mickaël se vuelven más cercanos y Lisa finalmente besa a Mickaël. Mickaël también se vuelve cada vez más aceptado por el grupo de chicos. Un día, mientras juega, Lisa maquilla la cara de Mickaël y comenta: "Te ves bien de niña". Mickaël se va a casa escondiendo su rostro bajo una sudadera con capucha, pero la madre de Laure dice que le gusta y la anima a ser más como una niña.
Cuando Lisa pasa por el apartamento para buscar a Mickaël, se encuentra con Jeanne, la hermana menor de seis años de Laure. La conversación hace que Jeanne se dé cuenta de que Laure se ha presentado como un niño. Jeanne se enfrenta a Laure y quiere contárselo a sus padres, pero cuando Laure promete llevarla con ella a todas las salidas de Laure durante el resto del verano, rápidamente se alegra de tener un hermano mayor, que dice que es "mucho mejor" que tener una hermana mayor También ayuda a cortar el cabello de Mickaël para que sea más juvenil y promete mantener el secreto de Mickaël.
Después de que Mickaël se pelea con uno de los niños por empujar a Jeanne, el niño y su madre llegan a la puerta de Mickaël para contarle a la madre de Mickaël sobre el mal comportamiento de su hijo. La madre de Laure comprende rápidamente y sigue el juego, pero después de que los visitantes se van, regaña a Laure por "pretender ser un niño". Jeanne comprende la situación de Laure y hace todo lo posible para apoyar emocionalmente a su hermana. La madre de Laure obliga a Laure a usar un vestido y la lleva al departamento del niño que Laure golpeó, y también al departamento de Lisa. Lisa se sorprende al ver a Mickaël con un vestido y sale corriendo sin decir una palabra.
Profundamente avergonzada, Laure va al bosque. Después de un tiempo allí, Laure se quita el vestido azul, dejándose puesto una camiseta sin mangas y pantalones cortos. Alejándose del vestido desechado, Mickaël ve a los otros niños en la distancia. Mickaël puede oírlos hablar, especular sobre si Mickaël es una niña o no. Cuando ven a Mickaël, los chicos persiguen y capturan a Mickaël y dicen que van a ver si Mickaël es realmente una niña. Lisa se enfrenta a ellos y les dice que dejen en paz a Mickaël. Pero cuando le dicen a Lisa: "Lo besaste. Si es una niña, eso es repugnante, ¿no?" Lisa acepta y mira a regañadientes los pantalones cortos de Mickaël, con Mickaël llorando pero dejándola. Lisa está sorprendida. Los chicos y Lisa se van mientras Mickaël permanece en el bosque, devastado.
Más tarde, se ve que la madre de Laure ha dado a luz a un bebé. La familia pasa tiempo junta en casa y Laure no quiere salir. Sin embargo, Laure ve a Lisa esperando fuera de la ventana y sale a verla. Después de un largo silencio, Lisa pregunta en voz baja por el nombre de Laure. "Mi nombre es Laure", responde Laure, y sonríe un poco.

## Interpretaciones
Para algunos, el film es ambiguo, no evidencia los verdaderos motivos que a la protagonista le impulsan a cambiar su identidad de género, reconocerse y desear ser reconocido como Mickaël. El espectador tiene que sacar sus propias conclusiones: si el cambio fue por gusto, de manera temporal, si fue a partir de su propia exploración y redescubrimiento sexual o si es un verdadero deseo que marcará su vida. Lo importante no es la orientación sexual del personaje, sino cómo enfrenta una realidad que le resulta propia y que le es difícil referir a los demás, incluidos los propios padres. La escena final es contundente al determinar la decisión de Mickaël y lo maravilloso que debe resultar sentirse aceptado.
Por otra parte, esta película nos conduce a reflexionar acerca de la configuración de la identidad sexual en la que nos inscribimos todos de una u otra manera. Tema que ha sido objeto de controversia en lo que se refiere a las causas que determinan dicha identidad. Todas estas explicaciones causales dejan un vacío frustrante cuando pretenden explicar la identidad apelando sólo por una única causa. Es interesante darle un enfoque multidisciplinar que integre además la concepción de la diferencia de género en el análisis de esta cuestión.

## Recepción
Tomboy obtuvo críticas positivas. Obtuvo un 96% de aprobación en Rotten Tomatoes con un consenso que dice: "En sintonía con la emoción y las tribulaciones de la infancia, Tomboy es una película encantadora que trata su tema principal con calidez y corazón". Roger Ebert del Chicago Sun-Times otorgó 3,5 de 4 estrellas y comentó que Tomboy es "tierna y cariñosa".

## Críticas
En la Imdb tiene una valoración de 7,3.
 
En Rotten Tomatoes tiene una calificación de 7,8.
 
El periódico The New York Times la compara con la película Boys don't cry pero destaca que se distancia de esta por su dulzura y por el toque de característico humor francés.

## Reparto
- Zoé Héran como Laure/Michael.
- Jeanne Disson como Lisa.
- Malonn Lévana como Jeanne, hermana de Laure.
- Sophie Cattani como la Madre.
- Mathieu Demy como el Padre.

## Premios
- Premio Teddy Bear 2011 en el Festival de Cine de Berlín
- Premio Golden Duke 2011 del Festival Internacional de Cine de Odessa
- Premio del Público en el Frameline Film Festival 2011.
- Premio mejor película en el 2011 Festival QFest de Cine Gay y Lésbico de Filadelfia.
- Premio del jurado para Zoé Héran a la Mejor interpretación infantil en 2011 del Festival de Cine NewFest.
- Nominada al premio GLAAD Media Award como Mejor Película - Estreno limitado.